# HD 12661 b
إتش دي 12661 ب (بالإنجليزية: HD 12661 b)‏ هو كوكب خارج المجموعة الشمسية عملاق، تبلغ كتله ضعفي ونصف كتلة المشتري ويدور حول النجم إتش دي 12661.